# Coccoloba williamsii
Coccoloba williamsii är en slideväxtart som beskrevs av Paul Carpenter Standley. Coccoloba williamsii ingår i släktet Coccoloba och familjen slideväxter. Inga underarter finns listade i Catalogue of Life.